# 1960년 동계 올림픽 대한민국 선수단
1960년 동계 올림픽 대한민국 선수단은 미국 스쿼밸리에서 개최된 1960년 동계 올림픽에 참가한 올림픽 대한민국 선수단이다. 역대 세번째 동계 올림픽 참가이며, 7명의 선수가 세 가지 종목에 출전하였다. 저조한 성적으로 메달권 진입에는 실패하였다.

## 출전
1959년 10월 1일, 대한빙상경기연맹은 내년 동계 올림픽의 참가 선수단을 선정하여 대한체육회의 승인을 요청했다. 당시 명단에는 감독 김용구, 남자 코치 박성용, 여자 코치 이명천, 기술연구원 지부원, 이해정이 임원으로 포함되었으며, 남자 선수로는 장용, 장인원, 최영배, 장종원, 김석하, 여자 선수로는 김경회, 한혜자, 노영숙이 포함되었다.
1959년 11월 대한올림픽위원회는 내년 동계 올림픽의 참가 선수단 규모를 약 10명 정도로 추진하였다. 그 결과 김석하와 노영숙이 빠지고 스키부에 김하윤과 임경순이 올림픽 대표팀 선수로 합류하였다. 이 당시 선수 한 명당 출전 비용은 500달러였으며 나머지 비용은 올림픽 조직위원회가 전액 부담하였다. 장종원 선수도 최종 선수 명단에 포함되었지만, 모종의 사유로 출국하지 않았고 1960년 2월에 열린 제5회 전국남녀 종합빙상 선수권대회에 출전하였다.
1960년 1월 26일 대한체육회와 대한올림픽위원회는 국제호텔에서 선수단 환송회를 열었으며, 다음날인 1월 26일 정오 김포공항발 서북항공편을 타고 미국으로 출발하였다. 이후 1960년 2월 18일 미국 스쿼밸리에서 열린 올림픽 개막식에서 대한민국 선수단은 'Korea'라는 국명을 앞세워 영어 알파벳 순서에 따라 일본 선수단에 이어 13번째로 스타디움에 입장하였다.
스피드스케이팅 여자 종목과 스키 종목은 대한민국 사상 첫 올림픽 대회 출전이며, 당시 선수들 입장에서는 국제 대회 첫 출전이기도 했다.

## 종목별 성적

### 스피드스케이팅
남자
| 선수   | 종목        | 기록    | 순위 |
| ------ | ----------- | ------- | ---- |
| 장용   | 남자 500m   | 50.0    | 44   |
| 장용   | 남자 1500m  | 2:25.3  | 41   |
| 최영배 | 남자 1500m  | 2:26.7  | 42   |
| 최영배 | 남자 5000m  | 8:57.8  | 34   |
| 최영배 | 남자 10000m | 18:15.5 | 28   |
| 장인원 | 남자 1500m  | 2:30.7  | 44   |
| 장인원 | 남자 5000m  | 9:01.6  | 35   |
| 장인원 | 남자 10000m | 17:45.7 | 26   |

여자
| 선수   | 종목       | 기록      | 순위 |
| ------ | ---------- | --------- | ---- |
| 김경회 | 여자 500m  | 53.2      | 21   |
| 김경회 | 여자 1000m | 완주 못함 | -    |
| 김경회 | 여자 1500m | 2:48.6    | 21   |
| 김경회 | 여자 3000m | 6:08.2    | 20   |
| 한혜자 | 여자 500m  | 53.8      | 22   |
| 한혜자 | 여자 1000m | 1:48.8    | 20   |
| 한혜자 | 여자 1500m | 2:55.6    | 23   |

### 알파인스키
남자
| 선수   | 종목   | 기록      | 순위 |
| ------ | ------ | --------- | ---- |
| 임경순 | 대회전 | 예선 탈락 | -    |
| 임경순 | 활강   | 3:34.4    | 61   |
| 임경순 | 회전   | 4:56.1    | 40   |

### 크로스컨트리
남자
| 선수   | 종목 | 기록      | 순위 |
| ------ | ---- | --------- | ---- |
| 김하윤 | 15km | 1:15:26.5 | 54   |